# Ranunculus claudiopolitanus
Ranunculus claudiopolitanus är en ranunkelväxtart som beskrevs av Sóo. Ranunculus claudiopolitanus ingår i släktet ranunkler, och familjen ranunkelväxter. Inga underarter finns listade i Catalogue of Life.